# Olympische Sommerspiele 1896/Teilnehmer (Chile)
| Silbermedaillen | Bronzemedaillen | 3. |
| --------------- | --------------- | -- |
| —               | —               | —  |

Chile nahm an den Olympischen Sommerspielen 1896 in Athen, Griechenland, mit einer Delegation von einem Sportler teil: Luis Subercaseaux habe laut den Chroniken des Chilenischen Olympischen Komitees an den 100-, 200- und 400-Meter-Läufen teilgenommen. Subercaseaux, Sohn einer wohlhabenden chilenischer Familie, dessen Urgroßvater französische Wurzeln hatte, war zu der Zeit 13 Jahre alt und Internatsschüler in Frankreich. Die Dokumentation der Olympischen Spiele verzeichnet ihn als angemeldet für die drei Läufe, aber seine tatsächliche Teilnahme ist nicht dokumentiert. Das heißt nicht, dass er nicht teilgenommen hätte, denn häufig wurden in der ersten Olympiade nur die Sieger verzeichnet, aber es bleibt doch ein Zweifel, zumal er mit 13 Jahren extrem jung für einen Olympioniken war oder gewesen wäre.

## Teilnehmer nach Sportarten

### Leichtathletik
| Athleten          | Wettbewerb | Vorlauf   | Vorlauf   | Finale        | Finale        | Rang      |
| Athleten          | Wettbewerb | Zeit      | Rang      | Zeit          | Rang          | Rang      |
| ----------------- | ---------- | --------- | --------- | ------------- | ------------- | --------- |
| Männer            |            |           |           |               |               |           |
| Luis Subercaseaux | 100 m      | unbekannt | unbekannt | ausgeschieden | ausgeschieden | unbekannt |
| Luis Subercaseaux | 400 m      | unbekannt | unbekannt | ausgeschieden | ausgeschieden | unbekannt |
| Luis Subercaseaux | 800 m      | unbekannt | unbekannt | ausgeschieden | ausgeschieden | unbekannt |